# Malice Mizer
Malice Mizer (マリス・ミゼル; Marisu Mizeru) va ser un grup japonès de Visual Kei, actiu des de l'agost de 1992 fins al desembre de 2001. Formada per Mana i Közi, el nom de la banda (Malícia i Misèria) ve donat com a resposta a la pregunta "Què és la humanitat?". Malice Mizer es va fer famós pel seu estil eclèctic i únic, i pels seus directes, on lluïen vestits molt elaborats i escenografies molt espectaculars. Fou una banda innovadora que se sol tenir com a referència del Visual Kei. Al llarg de la seva vida musical, Malice Mizer va passar per diverses etapes i canvis dràstics d'imatge i fins i tot per diversos canvis de cantant, però va mantenir estable la qualitat de la seva música. L'11 de desembre del 2001 es va anunciar per televisió la seva separació per diferències artístiques. Aquest fet, però, també va suposar el principi d'exitoses carreres solitàries dels seus components.